# Minato (Osaka)
Minato (jap. 港区 Minato-ku)  - jedna z 24 dzielnic (区 – ku) w Osace w Japonii.